# Discographie de Richard Anthony
Cette page présente la discographie de Richard Btesh, alias Richard Anthony.

## Albums studios
1960: Itsy bitsy, petit bikini
1961: Let's twist again
1962: Richard Anthony
1963: Donne-moi ma chance
1964: Richard Anthony - À présent tu peux t'en aller
1964: Voilà
1965: Richard Anthony - Ce monde
1965: Richard à Londres
1966: Richard Anthony - Hello Pussycat
1966: La terre promise
1967: Aranjuez, mon amour
1968: Dix ans
1969: Le sirop typhon
1970: Richard Anthony - Neige
1971: Richard Anthony - Maria
1972: Richard Anthony
1973: Starportrait
1974: Amoureux de ma femme
1976: Non stop
1977: L'hôtel de la plage (B.O.F multi-artistes)

## Singles
1958: Rock'n richard
1958: Peggy Sue
1959: La rue des coeurs perdus
1959: Nouvelle vague
1959: Personality
1959: Cliqueti-clac
1960: Karting rock
1960: Jericho
1960: Tu parles trop
1960: Clémentine
1960: Roly-Poly
1960: Allons dans les bois
1961: Let's twist again
1961: Fiche le camp Jack
1961: Dis-lui que je l'aime
1961: Ca tourne rond
1961: Avec une poignée de terre
1961: Noëls
1962: J'irai twister le blues/ J'entends siffler le train
1962: Ma mélodie
1962: Loin de moi
1962: Dis à Laura
1962: Faits pour s'aimer
1962: La leçon de twist
1962: Délivre-moi
1962: Ne boude pas
1963: J'irai pleurer sous la pluie
1963: On twiste sur le locomotion
1963: Too late to worry
1963: En écoutant la pluie/Donne-moi ma chance
1963: C'est ma fête
1963: Rose parmi les roses
1963: Walking alone
1964: Tchin-tchin
1964: Toi l'ami
1964: À toi de choisir
1964: À présent tu peux t'en aller
1964: Ce monde
1964: La corde au cou
1965: Je me suis souvent demandé
1965: L'homme d'Istanbul (B.O.F)
1965: Autant chercher à retenir le vent
1965: Au revoir, mon amour
1965: Jamais je ne vivrai sans toi
1965: Un jour gris, un jour bleu
1966: La terre promise
1966: Le soleil ne brille plus
1966: Hello, Pussycat
1966: Nessuno di voi
1966: La bourse et la vie (B.O.F)
1966: Sunny
1967: Nous ne sortirons qu'au printemps
1967: Aranjuez, mon amour
1967: Fille sauvage
1967: Le grand Meaulnes
1967: Comment tu fais
1967: Lundi, lundi
1968: Plante un arbre
1968: Un homme en enfer
1968: Je n'aime pas le bruit
1968: L'été
1968: Les ballons
1969: Les flèches de l'amour
1969: Petite anglaise
1969: Les petits cochons
1969: L'an 2005
1970: Bien l'bonjour
1970: Na na hé l''espoir
1970: Il pleut des larmes
1971: Senorita la Duena
1971: Un sourire
1971: Un soleil rouge
1972: Tibo
1972: Maggy May
1972: Sans toi
1972: Le rendez-vous
1973: Tout là-haut
1973: Victoire, je t'aime
1974: Une explosion de musique
1974: Amoureux de ma femme
1975: Nathalie
1975: Tu es ma chance
1975: Station service
1975: Comme une mélodie
1976: Chanson de 10 sous
1976: Je n'ai que toi
1976: De la musique républicaine
1977: Embrasse-moi
1977: Non-stop
1978: J'irai
1978: New-York 31
1979: San Diego
1979: Elle m'attend ce soir
1979: J'entends siffler le train/Nouvelle vague
1980: Mes années 60
1981: C'est à prendre ou à laisser
1982: Minuit
1983: Juliette
1984: Pour une histoire d'amour
1984: Reviens-moi je t'en supplie (J'irai twister le blues) / Coup d'amour
1984: Reviens moi je t'en supplie
1985: T'aimer d'amour
1986: Et je m'en vais
1990: Barrière des générations
1997: Le rap pas innocent
1998: 40 ans déjà

## Compilations
1974: Richard Anthony - Enregistrements Originaux
1975: Richard Anthony
1976: Richard Anthony II
1979: Succès en or
1982: 12 tubes
1985: Dance For Ever Volume 34: Richard Anthony
1994: Mes années 60
1995: Les plus belles chansons de Richard Anthony
1998: 58-98 Best-Of Volume I
2008: Richard Anthony
2008: Platinium collection
2011: Richard Anthony: ses grands succès
2012: Richard Anthony: 20 succès
2015: Best-of
2016: Richard Anthony: 50 succès
2020: Richard Anthony - Collection Jean-Marie Périer
2023: The Best of Richard Anthony

## Compilations multi-artistes
1958: La bourse des chansons N°4
1959: La bourse des chansons N°5
1960: La bourse des chansons N°7
1960: La bourse des chansons Pathé-Marconi N°3
1961: La bourse des chansons Pathé-Marconi N°4
1962: La bourse des chansons Pathé-Marconi N°7
1962: La bourse des chansons Pathé-Marconi N°8
1963: La bourse des chansons Pathé-Marconi N°10
1963: La bourse des chansons Pathé-Marconi N°11
1964: La bourse des chansons Pathé-Marconi N°12
1964: Spécial jeunes Volume 1
1964: Spécial jeunes Volume 2
1964: Spécial jeunes Volume 3
1965: La bourse des chansons N°14
1968: Chansons Olympiques
1971: Une soirée avec...
1981: Les idoles des années 60
1982: Le temps des idoles
1983: L'âge d'or des yéyés
1984: Top succès années 60
1987: Les yéyés
2006 - Âge Tendre et Têtes de bois-
2007 - Âge Tendre et Têtes de bois- Saison 2 - La Tournée des Idoles (compilation live)
2008 - Âge Tendre et Têtes de bois - Saison 3 - La Tournée des Idoles (compilation live)
2009 - Âge Tendre et Têtes de bois - Saison 4 - La Tournée des Idoles (compilation live)
2010: Génération Idoles Volume II
2015: Grands tubes des années 60

## Liste de ses principales chansons
- Tu m'étais destinée (1958), adaptation de You Are My Destiny, de Paul Anka.
- Peggy Sue (1958), adaptation de Buddy Holly
- Suzie Darling (1958)  adaptation du Susie Darlin' de Robin Luke
- La do da da (1958), adaptation de …
- Personnalités (1959), adaptation de Personality, de Lloyd Price
- J'ai rêvé (1959), adaptation de  Dream Lover, de Bobby Darin
- La Rue des cœurs perdus (1959), adaptation de Lonesome Town, de Ricky Nelson
- Nouvelle Vague (1959), adaptation de Three Cool Cats, des Coasters
- Pauv' Jenny (1959), adaptation de Poor Jenny, des Everly Brothers
- Jéricho (1959), adaptation de Battle of Jericho, traditionnel et Mahalia Jackson
- Tu parles trop (1960), adaptation de You Talk Too Much, de Joe Jones
- Clémentine (1960), adaptation … de Bobby Darin
- Le P'tit Clown de ton cœur (1960), adaptation de Cathy's Clown, des Everly Brothers
- Itsi bitsi petit bikini (1960), adaptation de Itsy Bitsy Teenie Weenie Yellow Polkadot Bikini, de Brian Hyland
- Je suis fou de l'école (1960), adaptation de Swingin’ School, de Bobby Rydell
- Roly poly (1960), adaptation de Doris Day
- Dis-lui que je l'aime  (1961), adaptation de Somebody to Love, de Bobby Darin
- Ça tourne rond (1961), adaptation de African Waltz, de Johnny Dankworth et Cannonball Adderley
- Fiche le camp, Jack (1961) adaptation de Hit the Road Jack, de Ray Charles
- Noël (1961)
- Dis à Laura (1961), adaptation de Tell Laura I Love Her, de Ricky Valance (en)
- Belle-maman (1961), adaptation de Mother in Law, de Ernie K-Doe
- Trois en amour (1961), adaptation de D in Love, de Cliff Richard
- Tu peux la prendre (1961 ou 1962), adaptation de You Can Have Her, de Roy Hamilton
- Avec une poignée de terre (1961), adaptation de A Hundred Pound of Clay, de Gene McDaniels
- Let's Twist Again (1961), adaptation de Hank Ballard & His Midnighters ou Chubby Checker
- Tu ne sais pas (1961), adaptation de You Don’t Know, d'Helen Shapiro
- Sa grande passion (1961), adaptation de His Latest Flame, d'Elvis Presley
- Ne t'en fais pas mon vieux (1962), adaptation de A Little Bit of Soap, des Jarmels
- Ya ya twist (1962), adaptation … de Lee Dorsey
- Le Vagabond (1962), adaptation de The Wanderer, de Dion
- J'irai twister le blues (1962), adaptation de Twistin’ To The Blues, de Buddy Greco
- Reviens vite, mon amour (1962), adaptation de Lover, Please, de Clyde McPhatter
- J'irai pleurer sous la pluie (1962), adaptation de Crying in the Rain, des Everly Brothers
- C'était plus fort que tout (1962), adaptation de I Can’t Stop Loving You, de Ray Charles
- La Leçon de twist (1962), version chantée de l'instrumental Twisting the Twist, de Jerry Mengo (alias Teddy Martin)
- Délivre-moi (1962), adaptation de Unchain my Heart, de Ray Charles
- J'entends siffler le train (1962), adaptation de 500 Miles, d'Hedy West
- Ne boude pas (1962) adaptation de Take Five, de Paul Desmond pour le Dave Brubeck Quartet
- Faits pour s'aimer (1962), adaptation de Desafinado, de João Gilberto
- Loin (1962), adaptation de Greensleeves, des Brothers Four
- Donne-moi ma chance (1963), adaptation de Too Late to Worry, de Babs Tino
- On twiste sur le locomotion (1963), adaptation de Twistin' to the Locomotion, de Teddy Randazzo
- En écoutant la pluie (1963), adaptation Rhythm of the Rain, des Cascades
- C'est ma fête (1963), adaptation de It's My Party, de Lesley Gore
- Tchin tchin (1963), adaptation de Cheat Cheat, de Johnny Cymbol
- Les garçons pleurent (1964), adaptation de Boys Cry, de Kane Eden
- Et je m'en vais (1964), adaptation de Then He Kissed Me, des Crystals
- Ce monde (1964), adaptation de Il mio mondo, d'Umberto Bindi
- À présent tu peux t'en aller (1964) adaptation de I Only Want to Be with You, de Dusty Springfield
- À toi de choisir (1964), adaptation de Swinging on a Star, de Bing Crosby 1944
- Oui, va plus loin (1964) adaptation de Walk On By, de Burt Bacharach et Hal David
- Écoute dans le vent (1964), adaptation de Blowin' in the Wind, de Bob Dylan
- La Corde au cou (1965) adaptation de I Should Have Known Better, des Beatles
- Il te faudra chercher (1965), adaptation de Keep Searchin’, de Del Shannon
- Je me suis souvent demandé (1965), adaptation de Ik heb me dikwijls afgevraagd de Bobbejaan Schoepen
- Au revoir mon amour (1965), adaptation de Goodbye My Love, des Searchers
- En attendant (1965), adaptation de In the Meantime, de Georgie Fame
- Comment fait-elle ? (1965), adaptation de Concrete and Clay, de Rushmore
- Jamais je ne vivrai sans toi (1965), adaptation de Io che non vivio senza te, de Pino Donaggio
- Autant chercher à retenir le vent (1965), adaptation de Catch the Wind, de Donovan
- Rien pour faire une chanson (1965), adaptation de Run for Your Life, des Beatles
- The Night (1965), adaptation en anglais de La Nuit de Salvatore Adamo
- Le soleil ne brille plus (1966), adaptation de The Sun Ain’t Gonna Shine Anymore, des Walker Brothers
- Lundi, lundi (1966), adaptation de Monday, Monday, des Mamas & Papas
- Hello Pussycat (1966), adaptation de What's New Pussycat?, de Tom Jones
- Tout peut s'arranger (1966), adaptation de We Can Work It Out, des Beatles
- La voix du silence (1966), adaptation de The Sound of Silence, de Simon and Garfunkel
- La Terre promise (1966), adaptation de California Dreamin', des Mamas & Papas
- Sunny (1966), adaptation de Bobby Hebb
- Fille sauvage (1967), adaptation de Ruby Tuesday, des Rolling Stones
- Nous ne sortirons qu'au printemps (1967) …
- Aranjuez, mon amour (1967), adaptation du Concerto d'Aranjuez, de Joaquín Rodrigo ; paroles de Guy Bontempelli
- Les Mains dans les poches (1967), adaptation de Walkin’ in the Sunshine, de Roger Miller
- Le Grand Meaulnes (1967), de Jean-Pierre Bourtayre
- Il faut croire aux étoiles (1967), adaptation de Let’s Go to San Francisco, des Flower Pot Men
- Inch'Allah (1967), en arabe, de Salvatore Adamo
- Séverine (1968), adaptation de MacArthur Park, de Richard Harris
- Un homme en enfer (1968) …
- L'Été (1968,) de Guy Bontempelli
- Les Ballons (1968), adaptation de Little Arrows, de Lee Leapy
- Le Sirop Typhon (1969), adaptation du no 1 au hit-parade britannique à Noël 1968, Lily the Pink, chanté par le groupe The Scaffold
- En passant la frontière (1969), adaptation de Cuando sali de Cuba, de Luis Aguilé
- Les Petits Cochons (1969), adaptation de Breakfast on Pluto, de Don Partridge
- L'An 2005 (1969), adaptation de In the Year 2525, de Zagger and Evans
- Regarde sous ton balcon (1969), adaptation de Make Me an Island, de Joe Dolan
- Bien l'bonjour (1970), adaptation de Grüezi wohl, Frau Stirnimaa!, des Minstrels
- Na na hé hé espoir (1970), adaptation de Na na na na Hey Hey Kiss Me Goodbye, du groupe Steam
- Il pleut des larmes (1970), adaptation de La Nalve del Olvido, de José José
- Non stop (1970), adaptation de Don't Stop, de Fleetwood Mac
- Señora la dueña (1970), adaptation de Lady D'Arbanville, de Cat Stevens
- Et après (1971), de Salvatore Adamo
- Un soleil rouge (1971), d'après Saint-Saëns
- Tibo (1971), adaptation d'une chanson traditionnelle Ba moin en tibo
- Maggy May (1971), adaptation de Rod Stewart
- Le Rendez-vous (1972) …
- Sans toi (1972), adapté de Without You, du groupe Badfinger repris par Harry Nilsson
- Victoire je t’aime (1973) …
- Marie Jeanne (1973) …
- Amoureux de ma femme (1974), adaptation de Nessuno mi può giudicare, de Caterina Caselli
- Nathalie (1975) …
- Chanson de dix sous (1975) …
- De la musique républicaine (1976) …
- Je n'ai que toi (1976), adaptation de All by Myself, d'Eric Carmen
- Voilà pourquoi je l'aime (1976) …
- À l'aube du dernier jour (1977) …
- New York 31 (1978) …
- San Diego (1978) …
- Minuit (1980), adaptation de Midnight, de la comédie musicale Cats
- Los Angeles (1981) …
- Elle m'attend (1983) …
- T'aimer d’amour (1985) …
- Barrière des générations (1990) …
- Le Rap pas innocent - Ronymix 98 (1998) …